# Paradrina segetum
Paradrina segetum là một loài bướm đêm trong họ Noctuidae.